# Bầu cử Quốc hội Hàn Quốc khóa 22
Bầu cử Quốc hội Hàn Quốc khóa 22 diễn ra vào ngày 10 tháng 4 năm 2024. Tổng số đại biểu Quốc hội là 300 người, 254 đại biểu được bầu ra từ các đơn vị bầu cử theo đầu phiếu đa số tương đối, 46 đại biểu được bầu ra từ các liên danh đảng theo đại diện tỷ lệ. Hai đảng lớn nhất, Đảng Dân chủ Đồng hành và Quyền lực Quốc dân, thành lập những đảng vệ tinh nhằm tranh thủ phiếu bầu.
Cuộc bầu cử Quốc hội được coi là một "bài đánh giá giữa nhiệm kỳ" đối với chính quyền Yoon Suk-yeol. Ngoài ra, dư luận đặc biệt quan tâm liệu đảng cầm quyền có chiếm được đa số không để điều hành đất nước có hiệu quả trong thời gian còn lại của nhiệm kỳ sau khi thất cử trong cuộc bầu cử Quốc hội khóa trước.
Kết quả bầu cử cho thấy phe đối lập, chủ yếu là Đảng Dân chủ Đồng hành, duy trì đa số trong Quốc hội. Quốc hội khóa mới dự kiến họp lần đầu tiên vào ngày 30 tháng 5.

## Bối cảnh

### Chia lại đơn vị bầu cử
Ngày 28 tháng 2 năm 2024, chính phủ và phe đối lập đạt được thỏa thuận về chia lại đơn vị bầu cử. Sau đó, Quốc hội thông qua luật chính thức ấn định các đơn vị bầu cử cho cuộc bầu cử Quốc hội khóa 22. So với cuộc bầu cử Quốc hội khóa 21, số đơn vị bầu cử tăng từ 253 lên 254 trong khi số đại biểu được bầu ra theo đại diện tỷ lệ giảm từ 47 xuống 46.

## Hệ thống bầu cử
300 đại biểu Quốc hội được bầu theo chế độ bầu cử sau đây:
- 254 đại biểu được bầu ra từ các đơn vị bầu cử theo đầu phiếu đa số tương đối
- 46 đại biểu được bầu ra theo đại diện tỷ lệ sử dụng hệ thống thành viên bổ sung và phương pháp lấy số dư lớn nhất.

Công dân Hàn Quốc đủ 18 tuổi trở lên có quyền bầu cử.

## Tranh cử
Bầu cử Quốc hội khóa 22 diễn ra trước bối cảnh Hàn quốc đang trải qua nhiều vấn đề chính trị, kinh tế xã hội. Tổng thống Yoon Suk-yeol bị chỉ trích vì những bê bối tham nhũng liên quan đến Đệ nhất Phu nhân Kim Keon-hee và nguyên bộ trưởng Bộ Quốc phòng Lee Jong-sup, trong khi lãnh đạo Đảng Dân chủ Đồng hành Lee Jae-myung bị truy tố về tội nhận hối lộ, lãnh đạo Đảng Đổi mới Tổ quốc Cho Kuk bị truy tố về tội làm giả tài liệu. Nền kinh tế Hàn Quốc đối mặt với lạm phát gia tăng và bác sĩ tiếp tục đình công. Ngày 18 tháng 3, Tổng thống Yoon ghé một cửa hàng tạp hóa để kiểm tra giá tiêu dùng và gọi giá 875 won của một củ hành lá là hợp lý. Tuy nhiên, củ hành lá mà Yoon thấy là đã giảm giá và giá thực chất của một củ hành lá cao hơn gấp ba đến bốn lần. Bình luận của Yoon làm nhiều ứng cử viên đối lập mang hành lá đi vận động tranh cử và khiến hashtag #greenonions875won trở thành trend trên mạng xã hội. Ủy ban bầu cử quốc gia cấm cử tri mang hành lá đến địa điểm bỏ phiếu vì lý do "can thiệp bầu cử" nhưng bị dư luận chế giễu rộng rãi và chỉ làm gia tăng nhu cầu sản phẩm có chủ đề hành lá.
Ngày 27 tháng 10 năm 2023, Đảng Công lý và Đảng Xanh tuyên bố sẽ thành lập một liên minh tranh cử và mời những đảng cánh tả tham gia. Động thái này bị đại biểu Quốc hội Jang Hye-young và Ryu Ho-jeong thuộc Đảng Công lý và nguyên Chủ tịch Ủy ban Thanh niên Đảng Công lý Kim Chang-in chỉ trích vì cả ba đều cho rằng đảng không nên liên minh theo hệ tư tưởng mà nên liên minh với bất cứ đảng "thứ ba" nào chống lại Đảng Dân chủ Đồng hành và Quyền lực Quốc dân.
Ngày 2 tháng 1 năm 2024, Lee Jae-myung bị đâm khi đang ở một công trường xây dựng sân bay tại Gadeokdo, Busan. Sau đó, ông bị chỉ trích vì sử dụng một từ ngữ xúc phạm tình dục để chỉ trích đại biểu Quốc hội Quyền lực Quốc dân Na Kyung-won về những quan điểm thân Nhật của cô.
Ngày 15 tháng 1 năm 2024, Đảng Xanh và Đảng Công lý tuyên bố thành lập một liên minh cánh tả để tranh cử vào Quốc hội. Trong cùng ngày, lãnh đạo Đảng Thu nhập cơ bản Yong Hye-in tuyên bố liên minh với Đảng Dân chủ Đồng hành để chống lại Quyền lực Quốc dân.
Trong suốt chiến dịch tranh cử, Quyền lực Quốc dân cho rằng sở dĩ Tổng thống Yoon không thể thực hiện chương trình cải cách từ khi nhậm chức là vì Quốc hội do Đảng Dân chủ Đồng hành kiểm soát không chịu hợp tác, trong khi Đảng Dân chủ Đồng hành gọi chính quyền Yoon là "bất tài" và cáo buộc Yoon gây ra suy thoái kinh tế xã hội và xử lý kém nhiều vấn đề. Đảng Đổi mới Tổ quốc chấm dứt sớm nhiệm kỳ tổng thống của Yoon, lãnh đạo đảng Cho Kuk cam kết sẽ biến Yoon thành "vịt què trước, vịt chết sau".

## Thăm dò ý kiến

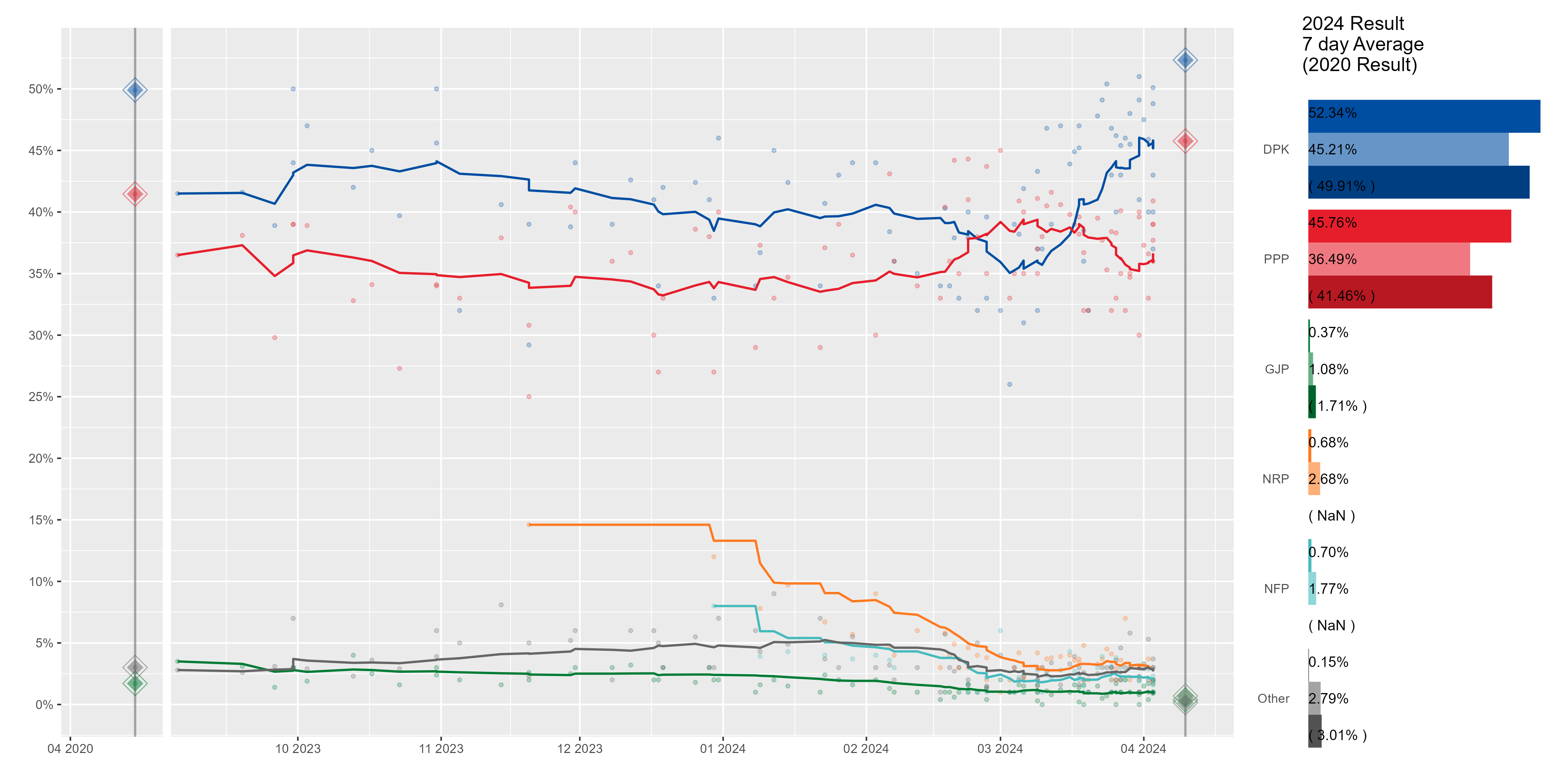
Đường trung bình động 7 ngày của thăm dò bỏ phiếu đơn vị bầu cử với một biểu đồ cột trung bình 7 ngày.

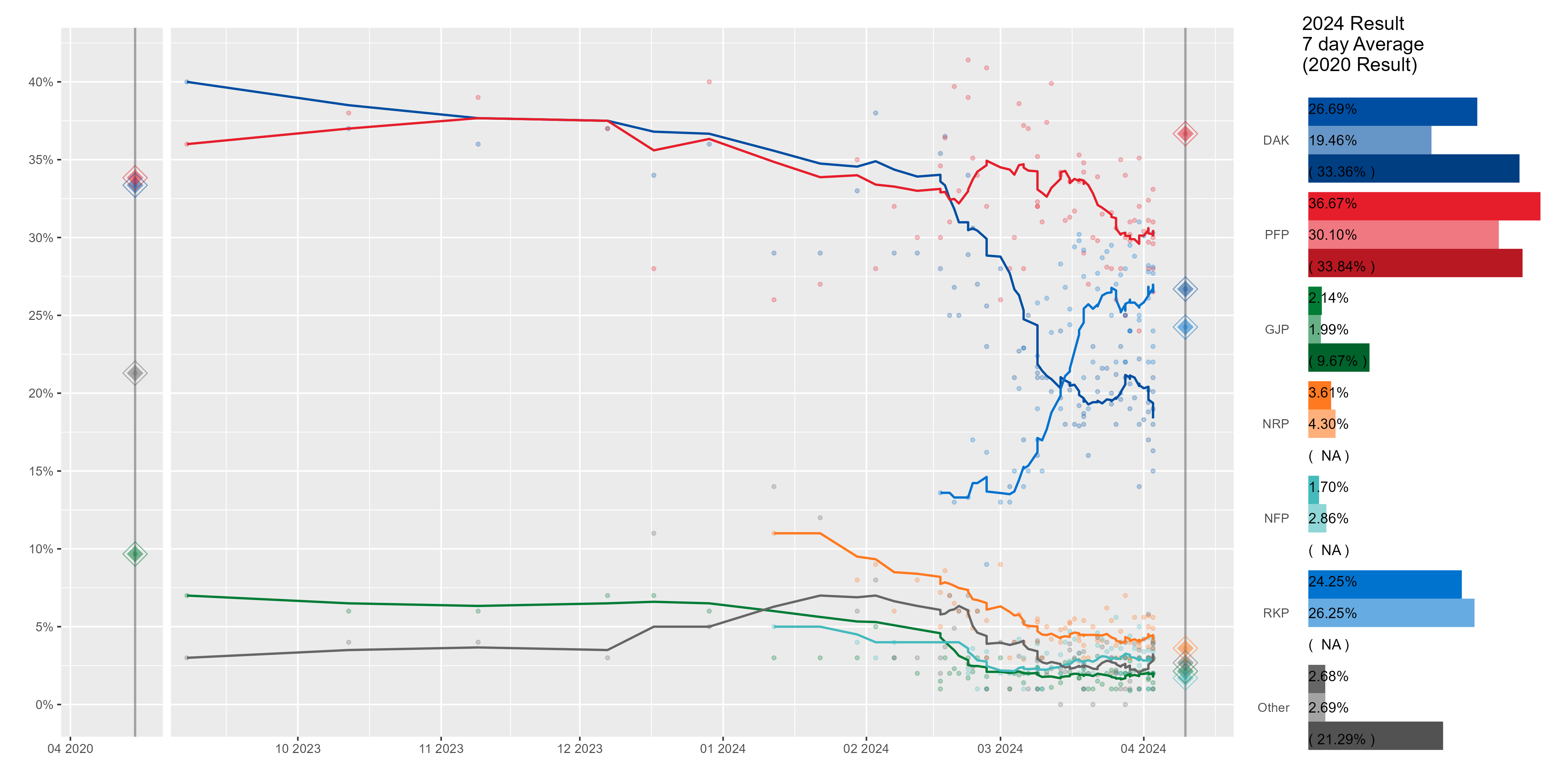
Đường trung bình động 7 ngày của thăm dò bỏ phiếu đại diện tỷ lệ với một biểu đồ cột trung bình 7 ngày.

## Những đảng chính
| Đảng    | Đảng                   | Lãnh đạo         | Hệ tư tưởng                   | Số đại biểu Quốc hội    | Số đại biểu Quốc hội | Tình trạng |
| Đảng    | Đảng                   | Lãnh đạo         | Hệ tư tưởng                   | Bầu cử Quốc hội khóa 21 | Trước bầu cử         | Tình trạng |
| ------- | ---------------------- | ---------------- | ----------------------------- | ----------------------- | -------------------- | ---------- |
|         | Đảng Dân chủ Đồng hành | Lee Jae-myung    | Chủ nghĩa tự do               | 178 / 300               | 156 / 300            |            |
| 3 / 300 | Đảng Dân chủ Đồng hành | Lee Jae-myung    | Chủ nghĩa tự do               |                         | 156 / 300            |            |
|         | Quyền lực Quốc dân     | Han Dong-hoon    | Chủ nghĩa bảo thủ             | 103 / 300               | 114 / 300            |            |
| 3 / 300 | Quyền lực Quốc dân     | Han Dong-hoon    | Chủ nghĩa bảo thủ             |                         | 114 / 300            |            |
| 1 / 300 | Quyền lực Quốc dân     | Han Dong-hoon    | Chủ nghĩa bảo thủ             |                         | 114 / 300            |            |
|         | Đảng Xanh–Đảng Công lý | Kim Jun-woo      | Chủ nghĩa tiến bộ             | 6 / 300                 | 6 / 300              |            |
|         | Tương lai Mới          | Lee Nak-yon      | Chủ nghĩa cải cách trung dung | Không tồn tại           | 5 / 300              |            |
|         | Đảng Cải cách Mới      | Lee Jun-seok     | Chủ nghĩa bảo thủ             | Không tồn tại           | 4 / 300              |            |
|         | Đảng Tiến bộ           | Yoon Hee-suk     | Chủ nghĩa dân tộc cánh tả     | 0 / 300                 | 1 / 300              |            |
|         | Đảng Thống nhất Tự do  | Chang Kyung-dong | Chủ nghĩa chống cộng          | 0 / 300                 | 1 / 300              |            |
|         | Đảng Đổi mới Tổ quốc   | Cho Kuk          | Chủ nghĩa tự do               | Không tồn tại           | 1 / 300              |            |

## Bỏ phiếu
Đợt bỏ phiếu sớm diễn ra từ ngày 5 tháng 4 đến ngày 7 tháng 4. Trong số những cử tri đi bỏ phiếu sớm có lãnh đạo Quyền lực Quốc dân Han Dong-hoon bỏ phiếu tại Seoul và lãnh đạo Đảng Dân chủ Đồng hành Lee Jae-myung bỏ phiếu tại Daejeon. Ít nhất 13,8 triệu cử tri bỏ phiếu sớm, tức 31% tổng số cử tri.
Bỏ phiếu chính thức diễn ra từ 06:00 đến 18:00 vào ngày 10 tháng 4 tại 14.259 địa điểm bỏ phiếu. Tỷ lệ cử tri đi bầu là 67%, tăng 0,8% so với bầu cử Quốc hội khóa 21 và là tỷ lệ cử tri đi bầu cao nhất kể từ bầu cử Quốc hội khóa 14.

## Kết quả
Các cuộc thăm dò ý kiến cho thấy Liên minh Dân chủ Đồng hành gồm Đảng Dân chủ Đồng hành và những đảng đồng minh trúng cử từ 168 đến 197 đại biểu Quốc hội, trong khi Quyền lực Quốc dân và Tương lai Nhân dân trúng cử từ 85 đến 111 đại biểu Quốc hội. Đảng Đổi mới Tổ quốc được dự đoán là sẽ trúng cử 15 đại biểu Quốc hội. Lãnh đạo Đảng Dân chủ Đồng hành Lee Jae-myung thắng cử ứng cử viên Quyền lực Quốc dân, nguyên bộ trưởng Bộ Giao thông và Đất đai Won Hee-ryong với 56,1% số phiếu bầu so với 42,8% số phiếu bầu. Đảng Công lý lần đầu tiên không trúng cử đại biểu Quốc hội nào kể từ khi được thành lập vào năm 2012.
Trong số các ứng cử viên trúng cử đại biểu Quốc hội theo đại diện tỷ lệ có Park Choong-kwon (ứng cử viên Tương lai Nhân dân), một người đào tẩu Triều Tiên từng làm việc trong chương trình vũ khí hạt nhân của Triều Tiên trước khi đào thoát sang Hàn Quốc vào năm 2009.

Bầu cử Quốc hội khóa 22 có số phiếu bầu đại diện tỷ lệ không hợp lệ cao nhất kể từ khi chế độ đại diện tỷ lệ được quy định vào năm 2004 với 1.309.931 phiếu bầu không hợp lệ tức 4,4% số phiếu bầu theo kiểm đếm của Ủy ban bầu cử quốc gia.
|                              |                                               |                                               |                                               |                |                |                |               |               |               |             |
| Đảng hoặc liên minh          | Đảng hoặc liên minh                           | Đảng hoặc liên minh                           | Đảng hoặc liên minh                           | Đại diện tỷ lệ | Đại diện tỷ lệ | Đại diện tỷ lệ | Đơn vị bầu cử | Đơn vị bầu cử | Đơn vị bầu cử | Tổng số ghế |
| Đảng hoặc liên minh          | Đảng hoặc liên minh                           | Đảng hoặc liên minh                           | Đảng hoặc liên minh                           | Phiếu bầu      | %              | Ghế            | Phiếu bầu     | %             | Ghế           | Tổng số ghế |
|                              | Lực lượng Nhân dân / Tương lai Nhân dân       | Lực lượng Nhân dân / Tương lai Nhân dân       | Lực lượng Nhân dân / Tương lai Nhân dân       | 10.395.264     | 36.67          | 18             |               |               | 90            | 108         |
|                              | Liên minh Dân chủ Đồng hành                   |                                               | Đảng Dân chủ Đồng hành                        | 7.567.459      | 26.70          | 8              |               |               | 161           | 169         |
|                              | Liên minh Dân chủ Đồng hành                   | Đảng Tiến bộ                                  | 2                                             | 7.567.459      | 26.70          |                |               | 1             | 3             |             |
|                              | Liên minh Dân chủ Đồng hành                   | Đảng Thu nhập cơ bản                          | 2                                             | 7.567.459      | 26.70          |                |               | 0             | 2             |             |
|                              | Liên minh Dân chủ Đồng hành                   | Không đảng phái                               | 2                                             | 7.567.459      | 26.70          | 2              |               |               |               |             |
| Tổng cộng                    | Tổng cộng                                     | 14                                            |                                               | 7.567.459      | 26.70          |                | 162           | 176           |               |             |
|                              | Đảng Đổi mới Tổ quốc                          | Đảng Đổi mới Tổ quốc                          | Đảng Đổi mới Tổ quốc                          | 6.874.278      | 24.25          | 12             | 12            |               |               |             |
|                              | Đảng Cải cách Mới                             | Đảng Cải cách Mới                             | Đảng Cải cách Mới                             | 1.025.775      | 3.62           | 2              |               |               | 1             | 3           |
|                              | Đảng Thống nhất Tự do                         | Đảng Thống nhất Tự do                         | Đảng Thống nhất Tự do                         | 642.433        | 2.27           | 0              |               |               | 0             | 0           |
|                              | Đảng Xanh–Đảng Công lý                        | Đảng Xanh–Đảng Công lý                        | Đảng Xanh–Đảng Công lý                        | 609.313        | 2.15           | 0              |               |               | 0             | 0           |
|                              | Tương lai Mới                                 | Tương lai Mới                                 | Tương lai Mới                                 | 483.827        | 1.71           | 0              |               |               | 1             | 1           |
|                              | Đảng cây thông                                | Đảng cây thông                                | Đảng cây thông                                | 124.369        | 0.44           | 0              |               |               | 0             | 0           |
|                              | Grand National Party                          | Grand National Party                          | Grand National Party                          | 72.925         | 0.26           | 0              | 0             |               |               |             |
|                              | Đảng Cách mạng Quốc gia                       | Đảng Cách mạng Quốc gia                       | Đảng Cách mạng Quốc gia                       | 67.420         | 0.24           | 0              | 0             |               |               |             |
|                              | Đảng Quốc gia Mới                             | Đảng Quốc gia Mới                             | Đảng Quốc gia Mới                             | 57.210         | 0.20           | 0              | 0             |               |               |             |
|                              | Freedom and Democracy Party                   | Freedom and Democracy Party                   | Freedom and Democracy Party                   | 39.977         | 0.14           | 0              |               |               | 0             | 0           |
|                              | Christian Party                               | Christian Party                               | Christian Party                               | 36.117         | 0.13           | 0              |               |               | 0             | 0           |
|                              | Grand National Unity Party                    | Grand National Unity Party                    | Grand National Unity Party                    | 30.323         | 0.11           | 0              | 0             |               |               |             |
|                              | Our Republican Party                          | Our Republican Party                          | Our Republican Party                          | 29.895         | 0.11           | 0              |               |               | 0             | 0           |
|                              | Great Korea Party                             | Great Korea Party                             | Great Korea Party                             | 29.481         | 0.10           | 0              | 0             |               |               |             |
|                              | Đảng Phụ nữ                                   | Đảng Phụ nữ                                   | Đảng Phụ nữ                                   | 28.942         | 0.10           | 0              | 0             |               |               |             |
|                              | Hashtag People's Policy Party                 | Hashtag People's Policy Party                 | Hashtag People's Policy Party                 | 26.906         | 0.09           | 0              | 0             |               |               |             |
|                              | Đảng Lao động                                 | Đảng Lao động                                 | Đảng Lao động                                 | 25.937         | 0.09           | 0              |               |               | 0             | 0           |
|                              | Financial Reform Party                        | Financial Reform Party                        | Financial Reform Party                        | 20.548         | 0.07           | 0              | 0             |               |               |             |
|                              | Senior Welfare Party                          | Senior Welfare Party                          | Senior Welfare Party                          | 15.178         | 0.05           | 0              | 0             |               |               |             |
|                              | Republican Party                              | Republican Party                              | Republican Party                              | 14.912         | 0.05           | 0              | 0             |               |               |             |
|                              | Hongik Party                                  | Hongik Party                                  | Hongik Party                                  | 13.326         | 0.05           | 0              | 0             |               |               |             |
|                              | Korea Farmers and Fishermen's Party           | Korea Farmers and Fishermen's Party           | Korea Farmers and Fishermen's Party           | 13.035         | 0.05           | 0              |               |               | 0             | 0           |
|                              | Korea People's Party                          | Korea People's Party                          | Korea People's Party                          | 11.947         | 0.04           | 0              |               |               | 0             | 0           |
|                              | Đảng Tương lai                                | Đảng Tương lai                                | Đảng Tương lai                                | 11.505         | 0.04           | 0              | 0             |               |               |             |
|                              | Tân đảng Tham chính Nhân dân                  | Tân đảng Tham chính Nhân dân                  | Tân đảng Tham chính Nhân dân                  | 10.242         | 0.04           | 0              | 0             |               |               |             |
|                              | To Tomorrow, to the Future                    | To Tomorrow, to the Future                    | To Tomorrow, to the Future                    | 9.417          | 0.03           | 0              |               |               | 0             | 0           |
|                              | Republic of Korea Party                       | Republic of Korea Party                       | Republic of Korea Party                       | 8.527          | 0.03           | 0              | 0             |               |               |             |
|                              | Unification Korea Party                       | Unification Korea Party                       | Unification Korea Party                       | 8.518          | 0.03           | 0              | 0             |               |               |             |
|                              | Let's Go Korea                                | Let's Go Korea                                | Let's Go Korea                                | 7.820          | 0.03           | 0              | 0             |               |               |             |
|                              | Popular Democratic Party                      | Popular Democratic Party                      | Popular Democratic Party                      | 7.663          | 0.03           | 0              | 0             |               |               |             |
|                              | Gihuminsaeng Party                            | Gihuminsaeng Party                            | Gihuminsaeng Party                            | 6.615          | 0.02           | 0              |               |               | 0             | 0           |
|                              | Party for the Abolition of Special Privileges | Party for the Abolition of Special Privileges | Party for the Abolition of Special Privileges | 4.707          | 0.02           | 0              |               |               | 0             | 0           |
|                              | Korean Wave Union Party                       | Korean Wave Union Party                       | Korean Wave Union Party                       | 3.894          | 0.01           | 0              | 0             |               |               |             |
|                              | Korea Business Party                          | Korea Business Party                          | Korea Business Party                          | 3.783          | 0.01           | 0              | 0             |               |               |             |
|                              | K Political Innovation Union Party            | K Political Innovation Union Party            | K Political Innovation Union Party            | 3.451          | 0.01           | 0              | 0             |               |               |             |
|                              | New Korean Peninsula Party                    | New Korean Peninsula Party                    | New Korean Peninsula Party                    | 1.580          | 0.01           | 0              | 0             |               |               |             |
|                              | Đảng Dân chủ Nhân dân                         | Đảng Dân chủ Nhân dân                         | Đảng Dân chủ Nhân dân                         |                |                | 0              | 0             |               |               |             |
| Tổng cộng                    | Tổng cộng                                     | Tổng cộng                                     | Tổng cộng                                     | 28.344.519     | 100.00         | 46             | 254           | 300           |               |             |
|                              |                                               |                                               |                                               |                |                |                |               |               |               |             |
| Phiếu bầu hợp lệ             | Phiếu bầu hợp lệ                              | Phiếu bầu hợp lệ                              | Phiếu bầu hợp lệ                              | 28.344.519     | 95.58          |                |               |               |               |             |
| Phiếu bầu không hợp lệ/trống | Phiếu bầu không hợp lệ/trống                  | Phiếu bầu không hợp lệ/trống                  | Phiếu bầu không hợp lệ/trống                  | 1.309.931      | 4.42           |                |               |               |               |             |
| Tổng cộng phiếu bầu          | Tổng cộng phiếu bầu                           | Tổng cộng phiếu bầu                           | Tổng cộng phiếu bầu                           | 29.654.450     | 100.00         |                |               |               |               |             |
| Cử tri phiếu bầu đã đăng ký  | Cử tri phiếu bầu đã đăng ký                   | Cử tri phiếu bầu đã đăng ký                   | Cử tri phiếu bầu đã đăng ký                   | 44.280.011     | 66.97          |                | 44.280.011    | –             |               |             |
| Nguồn: KBS, Daum             |                                               |                                               |                                               |                |                |                |               |               |               |             |

### Theo khu vực
| Khu vực                   | Đảng Dân chủ Đồng hành | Quyền lực Quốc dân   | Đảng Đổi mới Tổ quốc | Đảng Cải cách Mới    | Tương lai Mới        | Tổng số đại biểu Quốc hội |   |    |
| Khu vực                   | Số đại biểu Quốc hội   | Số đại biểu Quốc hội | Số đại biểu Quốc hội | Số đại biểu Quốc hội | Số đại biểu Quốc hội | Tổng số đại biểu Quốc hội |   |    |
| ------------------------- | ---------------------- | -------------------- | -------------------- | -------------------- | -------------------- | ------------------------- | - | -- |
| Khu vực                   | Seoul                  | 37                   | 11                   | 0                    | 0                    | Tổng số đại biểu Quốc hội | 0 | 48 |
| Busan                     | 1                      | 17                   | 0                    | 0                    | 0                    | 18                        |   |    |
| Daegu                     | 0                      | 12                   | 0                    | 0                    | 0                    | 12                        |   |    |
| Incheon                   | 12                     | 2                    | 0                    | 0                    | 0                    | 14                        |   |    |
| Gwangju                   | 8                      | 0                    | 0                    | 0                    | 0                    | 8                         |   |    |
| Daejeon                   | 7                      | 0                    | 0                    | 0                    | 0                    | 7                         |   |    |
| Ulsan                     | 2                      | 4                    | 0                    | 0                    | 0                    | 6                         |   |    |
| Thành phố Sejong          | 1                      | 0                    | 0                    | 0                    | 1                    | 2                         |   |    |
| Gyeonggi                  | 53                     | 6                    | 0                    | 1                    | 0                    | 60                        |   |    |
| Gangwon                   | 2                      | 6                    | 0                    | 0                    | 0                    | 8                         |   |    |
| Chungcheong Bắc           | 5                      | 3                    | 0                    | 0                    | 0                    | 8                         |   |    |
| Chungcheong Nam           | 8                      | 3                    | 0                    | 0                    | 0                    | 11                        |   |    |
| Jeolla Bắc                | 10                     | 0                    | 0                    | 0                    | 0                    | 10                        |   |    |
| Jeolla Nam                | 10                     | 0                    | 0                    | 0                    | 0                    | 10                        |   |    |
| Gyeongsang Bắc            | 0                      | 13                   | 0                    | 0                    | 0                    | 13                        |   |    |
| Gyeongsang Nam            | 3                      | 13                   | 0                    | 0                    | 0                    | 16                        |   |    |
| Jeju                      | 3                      | 0                    | 0                    | 0                    | 0                    | 3                         |   |    |
| Đơn vị bầu cử             | 162                    | 90                   | 0                    | 1                    | 1                    | 254                       |   |    |
| Đại diện tỷ lệ            | 14                     | 18                   | 12                   | 2                    | 0                    | 46                        |   |    |
| Tổng số đại biểu Quốc hội | 176                    | 108                  | 12                   | 3                    | 1                    | 300                       |   |    |

### Tỷ lệ cử tri đi bầu theo khu vực
| Khu vực          | Số cử tri  | Đi bỏ phiếu sớm | Đi bỏ phiếu sớm | Đi bỏ phiếu sớm | Đi bỏ phiếu sớm | Tổng cộng  | Tổng cộng  |
| Khu vực          | Số cử tri  | 5 tháng 4       | 5 tháng 4       | 6 tháng 4       | 6 tháng 4       | 10 tháng 4 | 10 tháng 4 |
| Khu vực          | Số cử tri  | Số cử tri       | %               | Số cử tri       | %               | Số cử tri  | %          |
| ---------------- | ---------- | --------------- | --------------- | --------------- | --------------- | ---------- | ---------- |
| Seoul            | 8,310,021  | 1,315,890       | 15.83           | 2,711,316       | 32.63           | 5,758,313  | 69.3       |
| Busan            | 2,884,261  | 427,839         | 14.83           | 852,871         | 29.57           | 1,947,669  | 67.5       |
| Daegu            | 2,051,656  | 251,503         | 12.26           | 525,222         | 25.60           | 1,312,872  | 64.0       |
| Incheon          | 2,582,765  | 374,537         | 14.50           | 776,408         | 30.06           | 1,686,974  | 65.3       |
| Gwangju          | 1,199,920  | 239,483         | 19.96           | 455,962         | 38.00           | 818,372    | 68.2       |
| Daejeon          | 1,236,801  | 181,300         | 14.66           | 374,206         | 30.26           | 819,636    | 66.3       |
| Ulsan            | 934,661    | 138,305         | 14.80           | 281,659         | 30.13           | 625,088    | 66.9       |
| Thành phố Sejong | 301,297    | 51,184          | 16.99           | 110,888         | 36.80           | 211,405    | 70.2       |
| Gyeonggi         | 11,595,385 | 1,627,194       | 14.03           | 3,425,648       | 29.54           | 7,732,236  | 66.7       |
| Gangwon          | 1,331,959  | 235,574         | 17.69           | 434,704         | 32.64           | 887,434    | 66.6       |
| Chungcheong Bắc  | 1,372,679  | 215,419         | 15.69           | 420,624         | 30.64           | 895,768    | 65.2       |
| Chungcheong Nam  | 1,825,472  | 286,637         | 15.70           | 552,098         | 30.24           | 1,185,939  | 65.0       |
| Jeolla Bắc       | 1,517,738  | 324,150         | 21.36           | 583,724         | 38.46           | 1,022,602  | 67.4       |
| Jeolla Nam       | 1,565,232  | 370,442         | 23.67           | 644,774         | 41.19           | 1,080,202  | 69.0       |
| Gyeongsang Bắc   | 2,224,011  | 361,141         | 16.24           | 683,836         | 30.75           | 1,447,739  | 65.1       |
| Gyeongsang Nam   | 2,779,542  | 424,367         | 15.27           | 853,610         | 30.71           | 1,877,784  | 67.6       |
| Jeju             | 566,611    | 85,545          | 15.10           | 161,493         | 28.50           | 352,541    | 62.2       |
| Tổng cộng        | 44,280,011 | 6,910,510       | 15.61           | 13,849,043      | 31.28           | 29,662,313 | 67.0       |

### Những đại biểu Quốc hội thất cử
| Đại biểu Quốc hội đương nhiệm | Đơn vị bầu cử           | Đảng | Đảng                   | Tân đại biểu Quốc hội | Đảng           | Đảng                   |
| ----------------------------- | ----------------------- | ---- | ---------------------- | --------------------- | -------------- | ---------------------- |
| Kim Hack-yong                 | Anseong                 |      | Quyền lực Quốc dân     | Yoon Jong-kun         |                | Đảng Dân chủ Đồng hành |
| Sul Hoon                      | Bucheon B               |      | Tương lai Mới          | Kim Gi-pyo            |                | Đảng Dân chủ Đồng hành |
| Kim Byung-wook                | Bundang B               |      | Đảng Dân chủ Đồng hành | Kim Eun-hye           |                | Quyền lực Quốc dân     |
| Hong Young-pyo                | Bupyeong B              |      | Tương lai Mới          | Park Seon-won         |                | Đảng Dân chủ Đồng hành |
| Kang Gi-yun                   | Changwon Seongsan       |      | Quyền lực Quốc dân     | Heo Seong-moo         |                | Đảng Dân chủ Đồng hành |
| Park Young-soon               | Daedeok                 |      | Tương lai Mới          | Park Jeong-hyeon      |                | Đảng Dân chủ Đồng hành |
| Kwon Myung-ho                 | Quận Đông, Ulsan        |      | Quyền lực Quốc dân     | Kim Tae-sun           |                | Đảng Dân chủ Đồng hành |
| Chung Jin-suk                 | Gongju–Buyeo–Cheongyang |      | Quyền lực Quốc dân     | Park Soo-hyun         |                | Đảng Dân chủ Đồng hành |
| Sim Sang-jeong                | Goyang A                |      | Đảng Công lý           | Kim Sung-hoi          |                | Đảng Dân chủ Đồng hành |
| Thae Yong-ho                  | Guro-gu A               |      | Quyền lực Quốc dân     | Lee In-young          |                | Đảng Dân chủ Đồng hành |
| Lee Won-uk                    | Hwaseong D              |      | Đảng Cải cách Mới      | Jeon Yong-gi          |                | Đảng Dân chủ Đồng hành |
| Kang Sung-hee                 | Jeonju B                |      | Đảng Tiến bộ           | Lee Sung-yoon         |                | Đảng Dân chủ Đồng hành |
| Choi Jae-hyung                | Jongno                  |      | Quyền lực Quốc dân     | Kwak Sang-eon         |                | Đảng Dân chủ Đồng hành |
| Park Jae-ho                   | Khu Nam, Busan          |      | Đảng Dân chủ Đồng hành | Park Soo-young        |                | Quyền lực Quốc dân     |
| Cho Eung-chun                 | Namyangju A             |      | Đảng Cải cách Mới      | Choi Min-hee          |                | Đảng Dân chủ Đồng hành |
| Hwangbo Seung-hee             | Đại diện tỷ lệ          |      | Đảng Thống nhất Tự do  | Not applicable        | Not applicable | Not applicable         |
| Choi In-ho                    | Khu Saha A              |      | Đảng Dân chủ Đồng hành | Lee Sang-gwon         |                | Quyền lực Quốc dân     |
| Kim Doo-kwan                  | Yangsan B               |      | Đảng Dân chủ Đồng hành | Kim Tae-ho            |                | Quyền lực Quốc dân     |
| Kim Young-joo                 | Yeongdeungpo-gu A       |      | Quyền lực Quốc dân     | Chae Hyeon-il         |                | Đảng Dân chủ Đồng hành |
| Yang Hyang-ja                 | Yongin A                |      | Đảng Cải cách Mới      | Lee Sang-sik          |                | Đảng Dân chủ Đồng hành |
| Lee Sang-min                  | Yuseong B               |      | Quyền lực Quốc dân     | Hwang Jung-a          |                | Đảng Dân chủ Đồng hành |

## Phản ứng
Sau khi kết quả thăm dò ý kiến cử tri được công bố, Han Dong-hoon tuyên bố thất vọng với kết quả bầu cử của Quyền lực Quốc dân. Cho Kuk gọi kết quả bầu cử của Đảng Đổi mới Tổ quốc là "chiến thắng của nhân dân" và nói rằng nhân dân Hàn Quốc "không còn chịu đựng được sự thoái hóa" của chính quyền Yoon. Cho kêu gọi Tổng thống Yoon "xin lỗi vì những hành vi sai phạm và tham nhũng của ông" và cam kết trình một dự án luật để tiến hành điều tra Han Dong-hoon khi Quốc hội khóa mới họp. Lee Jae-myung bày tỏ lòng biết ơn vì kết quả bầu cử của Đảng Dân chủ Đồng hành, gọi nó là "một chiến thắng vĩ đại cho nhân dân ta" và nói rằng đảng sẽ "khiêm nhường canh gác nguyện vọng của nhân dân đến cùng".
Ngày 11 tháng 4, Thủ tướng Han Duck-soo, Chánh Văn phòng Chính sách Lee Kwan-sup và những cố vấn cấp cao khác, ngoại trừ những quan chức phụ trách an ninh, nộp đơn xin từ chức lên Tổng thống Yoon. Yoon cam kết sẽ "khiêm nhường chấp nhận" kết quả bầu cử và tập trung cải thiện nền kinh tế, cải cách công vụ. Han Dong-hoon cũng tuyên bố từ chức lãnh đạo Quyền lực Quốc dân và nhận trách nhiệm về thất bại bầu cử. Trong cùng ngày, lãnh đạo Đảng Công lý Sim Sang-jung nhận trách nhiệm về việc đảng mất cả sáu ghế trong Quốc hội, không đạt được ngưỡng 3% để trúng cử đại diện tỷ lệ và tuyên bố rút lui khỏi chính trường. Sim là một đại biểu Quốc hội bốn khóa và đã ứng cử tổng thống vào năm 2017 và năm 2021.
Ngày 16 tháng 4, Tổng thống Yoon nhắc lại sẽ chấp nhận kết quả bầu cử và cam kết sẽ "giao tiếp với một thái độ khiêm tốn, linh hoạt hơn và là người đầu tiên chăm chú lắng nghe dư luận".

## Phân tích
Giáo sư chính trị học Đại học Myongji Shin Yul nhận định kết quả bầu cử có thể sẽ dẫn đến "đối đầu cực độ" và "sẽ không dễ để có sự hợp tác lưỡng đảng".
Phe đối lập (bao gồm Đảng Đổi mới Tổ quốc và Tương lai Mới, đều do cựu đảng viên Đảng Dân chủ Đồng hành lãnh đạo với lập trường chống Yoon) trúng cử 189 đại biểu Quốc hội so với 111 đại biểu Quốc hội của liên minh cầm quyền và Đảng Cải cách Mới, không đạt đa số hai phần ba cần thiết để luận tội Yoon. Tuy nhiên, đa số áp đảo của phe đối lập sẽ chặn đứng bất cứ chính sách, kế hoạch nào của chính quyền. Tạp chí The Diplomat gọi Tổng thống Yoon Suk-yeol là "vịt què" trong ba năm còn lại của nhiệm kỳ của ông. Giáo sư Đại học Kyung Hee Chae Jin-won nhận định, "nếu Yoon không tìm cách hợp tác với phe đối lập thì có khả năng ông sẽ bị luận tội mà một số phe phái trong đảng cầm quyền có thể ủng hộ nhằm bảo toàn tiền đồ chính trị của họ".